# Jacoby’sche Heil- und Pflegeanstalt

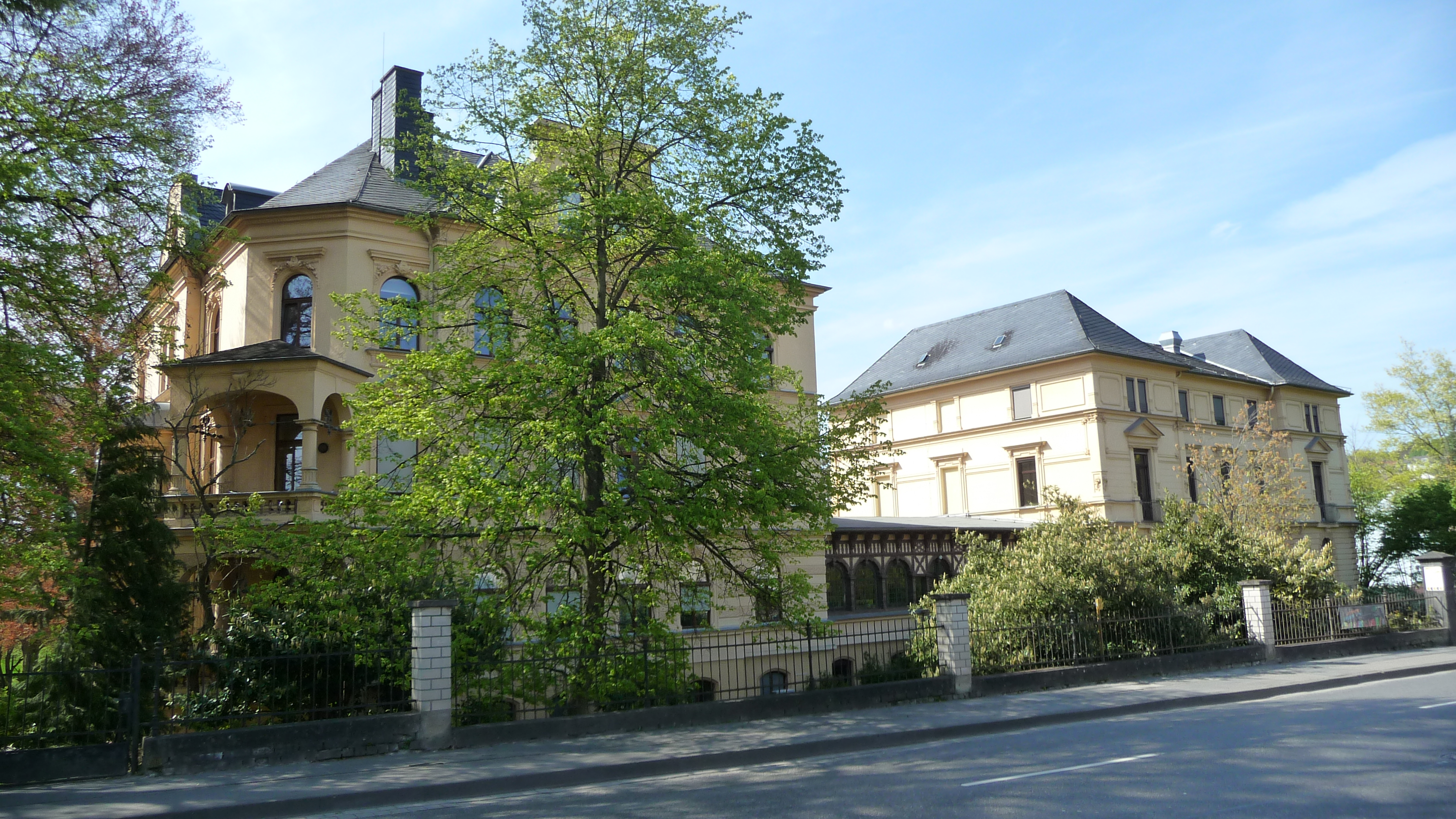
Gebäude der ehemaligen Jacoby’schen Heil- und Pflegeanstalt, heute auch Gedenkstätte, in der Bendorfer Koblenz-Olper-Straße, unter Denkmalschutz

Die Jacoby’sche Heil- und Pflegeanstalt war eine Einrichtung insbesondere für jüdische „Nerven- und Gemüthskranke“ in Sayn, heute Bendorf. Sie bestand von 1869 bis 1942. Ab Dezember 1940 wurde die Krankenanstalt in die Organisation der „Endlösung der Judenfrage“ – dem Holocaust – einbezogen.

## Geschichte

### Gründung bis zum Ersten Weltkrieg
Der Metzger und Vorstand der Bendorfer Synagogengemeinde Meier Jacoby (1818–1890) begründete seinen Antrag auf Konzession 1869: „Hatte ich doch oft gehört, dass die in streng jüdischen Häusern aufgewachsenen Kranken nur mit Widerwillen nicht koschere Kost genießen, dass sie solche Nahrung wohl ganz verweigern oder sich durch den Genuss der Speisen zu versündigen glauben, dass sie namentlich von weniger gebildeten Patienten und Wärtern wegen ihres Glaubens verspottet und gehänselt werden etc. – Umstände, die Nerven- und Gemüthskranke gewiss ungünstig beeinflussen müssen.“
Zwischen 1871 und 1876 wurden 15 Männer und 12 Frauen in die neue Einrichtung aufgenommen. Während er anfangs die Patienten in seinem Haus ärztlich versorgen ließ, errichtete Meier Jacoby 1877 ein neues Haus an der heutigen Koblenz-Olpener-Straße in Sayn. Der Sohn des Anstaltsgründers, Benni Jacoby (1859–1910), setzte die Arbeit seines Vaters fort. 1898/1899 ließ er das sogenannte Kurhaus errichten, das auch eine Synagoge beherbergte. Bis 1906 erfolgte der Bau weiterer Gebäude, sodass zwischen dem Saynbach und der Straße ein großer Komplex aus zahlreichen, teilweise miteinander verbundenen Häusern, Gärten, Feldern und Höfen entstand.
Die Zahl der Patientinnen und Patienten erhöhte sich kontinuierlich. Pro Jahr wurden zwischen 37 und 89 Menschen aufgenommen, deren Unterbringung entweder durch öffentliche Kostenträger oder privat finanziert wurde. Die jeweilige Verweildauer ist jedoch unbekannt.  Die Anstalt, die ab 1874 von dem Arzt Dr. Salomon Behrendt (1846–1912) und dem Schwiegersohn Meier Jacobys, Dr. Salomon August Rosenthal (1857–1926), geleitet wurde, zog auch Kranke aus dem Ausland, vor allem aus den Niederlanden, aus Russland, England, Österreich-Ungarn, Belgien und aus der Schweiz an. Behrendts Nachfolger wurde 1912 Dr. Leibowitz, der zusammen mit Rosenthal die Leitung der Anstalt übernahm.

### Die Zeit der Weimarer Republik
Dank der Kooperation mit einem 1903 gegründeten Hilfsverein für mittellose jüdische Kranke, die 1927 beendet wurde, gelang es den Enkeln des Gründers, Dr. Fritz Jacoby (1888–1966) und Dr. Paul Jacoby (1889–??), die Anstalt in der wirtschaftlich schwierigen Zeit der Inflation zu führen. Die Patientenzahl bewegte sich pro Jahr um die 130. Die Zahl der Angestellten belief sich auf 36.

### 1933 bis 1942
Nach der Machtergreifung der Nationalsozialisten 1933 blieb die Anstalt zunächst unbehelligt. 1938 mussten jedoch fast alle nichtjüdischen Arbeitskräfte entlassen werden. Die stattdessen eingestellten jüdischen Hilfskräfte bereiteten sich vor allem auf die Ausreise nach Palästina vor. Im Februar 1939 wurde Sayn als jüdische Anstalt bestätigt.
Die Brüder Jacoby konnten mit Ella, der Frau von Fritz, Ende Juni 1940 über Russland und Japan nach Uruguay auswandern. Sie wurden ausgebürgert. Ihr Besitz wurde beschlagnahmt und die Vermögensverwaltung auf die Reichsvereinigung der Juden in Deutschland übertragen.
Ein Runderlass des Reichs-Innenministeriums vom 12. Dezember 1940 bestimmte, dass „… geisteskranke Juden künftig nur noch in die von der Reichsvereinigung der Juden unterhaltenen Heil- und Pflegeanstalt Bendorf-Sayn, Kr. Koblenz aufgenommen werden dürfen.“ Obwohl bereits zahlreiche psychisch Kranke im Zuge von „Euthanasie“-Aktionen ermordet worden waren, wurden noch mehrere Hundert Menschen nach Sayn verlegt. Die ärztliche Leitung wurde Dr. Wilhelm Rosenau (1898–1968) übertragen, der von 1940 bis 1942 als leitender Krankenbehandler in der Anstalt wirkte.
In fünf Transporten (zwischen März und November 1942) wurden insgesamt 573 Personen in die NS-Vernichtungslager des Ostens deportiert. Unter den Ermordeten befanden sich auch Jacob van Hoddis, der als Nummer 8 in der Liste des zweiten Transports unter seinem Geburtsnamen Hans Davidson aufgeführt ist, und Hanna Hellmann, die mit dem dritten Transport nach Sobibor kam. Die letzte Deportation mit 30 Personen erfolgte am 11. November 1942.

### Auflösung und Nutzung nach 1945
Mit Runderlass des Reichsinnenministers vom 10. November 1942 wurde die Heil- und Pflegeanstalt aufgelöst. Die Gebäude wurden der Stadt Koblenz übergeben. Rosenau blieb als Heizer und Nachtwächter bis zum Einmarsch der Amerikaner vor Ort, da er in einer sogenannten „privilegierten Mischehe“ lebte und so einer Deportation entging.
Im September / Oktober 1944 diente die Anstalt als Militärlazarett. Ab dem 7. Juli 1945 bis Juli 1949 nutzte sie die französische Besatzungsarmee. Von 1951 bis 1999 betrieben die Salesianer Don Boscos dort ein Knabenheim. Heute unterhält dort die gemeinnützige katholische Josefs-Gesellschaft eine Einrichtung.
Das ältere Hauptgebäude wurden in den 1960er Jahren abgerissen. Heute noch erhalten ist das Hauptgebäude mit Festsaal und Synagoge der Heil- und Pflegeanstalt.

## Gedenken
Am 20. September 1951 wurde in der Eingangshalle des Hauptgebäudes eine Tafel zum Gedenken an die Familie Jacoby angebracht.
Für die insgesamt 573 Deportierten wurde am 17. November 2002 vor dem Gebäude Koblenz-Olpener-Straße 39 ein von dem Bendorfer Künstler Beni Cohen-Or entworfenes Denkmal bestehend aus zwei Stelen aufgestellt.